# Edith Dumont
Edith Dumont, née en 1964 à Salaberry-de-Valleyfield, est une orthopédagogue, directrice d'école, surintendante de l'éducation et femme politique canadienne. Elle est la lieutenante-gouverneure de l'Ontario depuis le 14 novembre 2023. Elle est la première Franco-Ontarienne à exercer cette fonction.

## Biographie
Née en 1964 à Salaberry-de-Valleyfield au Québec
, Edith Dumont obtient un baccalauréat en psychologie à Université d'Ottawa en 1985, suivi d'une spécialisation dans ce même domaine à l'Université de Montréal en 1986. Elle poursuit en obtenant un baccalauréat en orthopédagogie à l'Université du Québec en Outaouais en 1988. Neuf ans plus tard, en 1997, elle termine une maîtrise en sciences de l'éducation à l'Université d'Ottawa.
Edith Dumont cumule plus de 30 ans de travail au sein du Conseil des écoles publiques de l'Est de l'Ontario. Elle travaille d'abord comme orthopédagogue, puis en janvier 2008, elle devient surintendante de l'éducation et en mars 2012, directrice de l'éducation et secrétaire trésorière du Conseil. Elle garde ce poste jusqu'en avril 2020, où elle accepte le poste de vice-rectrice aux partenariats, aux collectivités et à l’international à Université de l'Ontario français.
Le 3 août 2023, le premier ministre Justin Trudeau annonce la nomination d'Edith Dumont au poste de lieutenante-gouverneure de l’Ontario,. Elle entre en fonction le 14 novembre 2023.

## Vie privée
Edith Dumont vit en couple avec Tony Viscardi. Ils ont trois enfants, Éloïse, Antoine et Gabrielle.

## Décorations
Ordre de l'Ontario
Ordre d'Ottawa (2017)
 Chevalier de l'ordre des Palmes académiques (2018)